# Amuse Bouches
Cet article possède un paronyme, voir Bouches.
Albums de Élodie Frégé
La Fille de l'après-midi
(2010)
Singles
1. Comment T’Appelles-Tu Ce Matin ?
Sortie : 29 avril 2013

Amuse Bouches est le quatrième album d'Élodie Frégé sorti le 24 juin 2013.

## Liste des titres
| No  | Titre                                                           | Auteur                                | Durée |
| --- | --------------------------------------------------------------- | ------------------------------------- | ----- |
| 1.  | Une Plage                                                       | Benjamin Dantès, Élodie Frégé         | 3:43  |
| 2.  | Comment T'Appelles-Tu Ce Matin ?                                | Élodie Frégé                          | 3:21  |
| 3.  | Mes Bas                                                         | Liset Alea, Marc Collin, Élodie Frégé | 4:12  |
| 4.  | Pique-Nique sur la Lune                                         | Liset Alea, Marc Collin, Élodie Frégé | 3:52  |
| 5.  | La Fille Qui Fait Tchic Ti Tchic                                | Serge Gainsbourg                      | 2:41  |
| 6.  | Dans L'Escalier                                                 | Élodie Frégé                          | 2:35  |
| 7.  | Garce Carbonique                                                | Benjamin Dantès, Élodie Frégé         | 2:51  |
| 8.  | Ta Maladie                                                      | Élodie Frégé                          | 3:02  |
| 9.  | Ma Langue au Chat                                               | Philippe Katerine                     | 3:37  |
| 10. | Ma Bouche                                                       | Thibaut Barbillon, Élodie Frégé       | 3:31  |
| 11. | Tu Veux ou Tu Veux Pas ? (Titre original : Nem Vem Que Não Tem) | Carlos Eduardo Corte Imperial (pt)    | 3:12  |
| 12. | Perdu (Fnac Bonus Track)                                        |                                       | 3:18  |
| 13. | Tes Yeux (ITunes Bonus Track)                                   |                                       | 3:07  |